# Гвардієць (футбольний клуб)
«Гвардієць» (рос. «Гвардеец») — український футбольний клуб із смт Гвардійського Сімферопольського району АРК. Одна з найстаріших аматорських команд Криму, неодноразовий переможець першості півострова. Бронзовий призер Чемпіонату України серед аматорів 2012 року. Фіналіст Кубка України серед аматорів 2011 року.

## Історія
Футбольна команда в селищі Гвардійське існує з початку 1960-х років. «Гвардієць» одна з найстаріших аматорських футбольних команд Криму, тривалий період часу вона виступала в чемпіонатах Сімферопольського району. В середині ХХ століття команда брала участь в чемпіонаті Криму. Команда ставала переможцем Кубка АРК Агрокапітал.
У 2010 році за підтримки компанії Скворцово та її власника Віталія Поліщука був створений футбольний клуб «Гвардієць». Розпочалася реконструкція селищного стадіону на якому команда грала на першість району, було покращено поле, роздягальні та місця для уболівальників. У команді почали працювати такі тренери як Владислав Мальцев, Олександр Шеметев, Сергій Лєженцев і Володимир Причиненко. Головним тренером став Владислав Мальцев, а менеджером — Павло Чичкан. На початку року команда грала в турнірах з міні-футболу, де завойовувала нагороди різного ґатунку. Також «Гвардієць» грав у товариських матчах з командами Першої та Другої ліги України.
Головний тренер у своєму дебютному сезоні в чемпіонаті Криму зробив ставку на досвідчених гравців, яких знав по навчанню в Кримському вищому училищі олімпійського резерву і по грі в молодіжному складі «Таврії», це: Олексій Храмцов, Олександр Богач, Сергій Ветренніков, Ельдар Ібрагімов, Заур Мамутов, Олександр Рачиба, Юрій Донюшкин і Дмитро Петренко, також в команді були й молоді гравці — Євген Прокопенко, Вадим Хайсанов і Самвел Сафарян. У своєму першому сезоні в чемпіонаті Криму 2010 року «Гвардієць» став срібним призером першості, поступившись лише два очки красноперекопському «Хіміку».
У сезоні 2011 року в чемпіонаті Криму «Гвардієць» став переможцем першості Криму. У 22 турах команда виграла 16 матчів, чотири гри команда звела до нічиєї і лише дві програла (з однаковим рахунком 1:2) «Хіміку» й «Агрокапіталу».
У 2011 році команда також заявилася для участі в аматорському Кубку України. У попередньому раунді «Гвардієць» обіграв «Совіньон» з селища Таїрове, Одеської області. За сумою двох матчів (1: 1 і 4: 3 по пенальті). В 1/8 фіналу команда виграла у новотроїцької «Таврії» (7:1 за сумою двох матчів). У чвертьфіналі аматорського Кубка України «Гвардієць» завдяки двом технічним поразкам «Колоса» з Хлібодарівка пройшов далі. У півфіналі за сумою двох матчів команда з Гвардійського обіграла «Нове життя» з Андріївки, Полтавської області (1:0). У фіналі, який складався з двох матчів «Гвардієць» поступився «Бучі» з однойменного міста (2:7), команді яка по суті була збірною Київської області.
Як фіналіст аматорського Кубка, «Гвардієць» отримав право виступати в Кубку України 2012/13. Учасник Чемпіонату України серед аматорів 2013 року.

## Досягнення
- Чемпіонат Криму
  -  Чемпіон (4): 2011, 2012, 2013, 2014
  -  Срібний призер (1): 2010

- Кубок Криму
  -  Володар (2): 2013, 2014
  -  Фіналіст (2): 2012, 2015

- Всекримський турнір
  -  Срібний призер (1): 2015

- Відкритий чемпіонат Республіки Крим
  -  Чемпіон (1): 2016/17
  -  Срібний призер (2): 2015/16, 2017/18

## Статистика виступів
| Сезон                      | Ліга                | Ліга  | Ліга | Ліга | Ліга | Ліга | Ліга | Ліга | Ліга | Ліга           | Кубок КФС | Джерела       |
| Сезон                      | Дивізіон            | Місце | Іг   | В    | Н    | П    | ЗМ   | ПМ   | О    | Бомбардир      | Кубок КФС | Джерела       |
| -------------------------- | ------------------- | ----- | ---- | ---- | ---- | ---- | ---- | ---- | ---- | -------------- | --------- | ------------- |
| Український період         |                     |       |      |      |      |      |      |      |      |                |           |               |
| 2010                       | Чемпіонат Криму     | 2     | 22   | 17   | 2    | 3    | 60   | 17   | 53   | Гудим А. (9)   | 1/2       | [ 7 ] [ 8 ]   |
| 2011                       | Чемпіонат Криму     | 1     | 22   | 16   | 4    | 2    | 75   | 21   | 52   | Мельник І. (8) | 1/4       | [ 9 ] [ 10 ]  |
| 2012                       | Чемпіонат Криму     | 1     | 22   | 18   | 1    | 3    | 85   | 15   | 55   |                | Фінал     | [ 11 ] [ 12 ] |
| 2013                       | Чемпіонат Криму     | 1     | 18   | 17   | 0    | 1    | 73   | 14   | 51   |                | Перемога  | [ 13 ] [ 14 ] |
| Період російської окупації |                     |       |      |      |      |      |      |      |      |                |           |               |
| 2014                       | Чемпіонат Криму     | 1     | 24   | 21   | 1    | 2    | 99   | 12   | 64   |                | Перемога  | [ 15 ] [ 16 ] |
| 2015                       | Всекримський турнір | 2     | 10   | 7    | 1    | 2    | 34   | 14   | 22   |                | Фінал     | [ 17 ] [ 18 ] |
| Кримський футбольний союз  |                     |       |      |      |      |      |      |      |      |                |           |               |
| 2015/16                    | Відкр. чемпіонат РК | 2     | 24   | 18   | 4    | 2    | 76   | 12   | 58   | Сєрий С. (8)   | 1/8       | [ 19 ]        |
| 2016/17                    | Відкр. чемпіонат РК | 1     | 23   | 21   | 2    | 0    | 70   | 11   | 65   | Євген Бредун   | 1/8       | [ 20 ]        |
| 2017/18                    | Відкр. чемпіонат РК | 2     | 24   | 18   | 5    | 1    | 60   | 21   | 59   | Грачов Д. (20) | 1/8       | [ 21 ]        |
| 2018/19                    | Прем'єр-ліга КФС    |       |      |      |      |      |      |      |      |                |           |               |